# Chiesa di Sant'Eusebio (Pavia)
La chiesa di Sant'Eusebio era una chiesa di Pavia, della quale oggi rimane soltanto la cripta. La chiesa fu forse fondata in età ostrogota come cattedrale ariana della città e poi fu fatta rimaneggiare dal re longobardo Rotari (636-652). Essa divenne in seguito il fulcro della conversione al cattolicesimo dei Longobardi e che in seguito ricevette, proprio a Pavia, grande impulso da re Ariperto I (653-661) e dal vescovo Anastasio.

## Storia e architettura

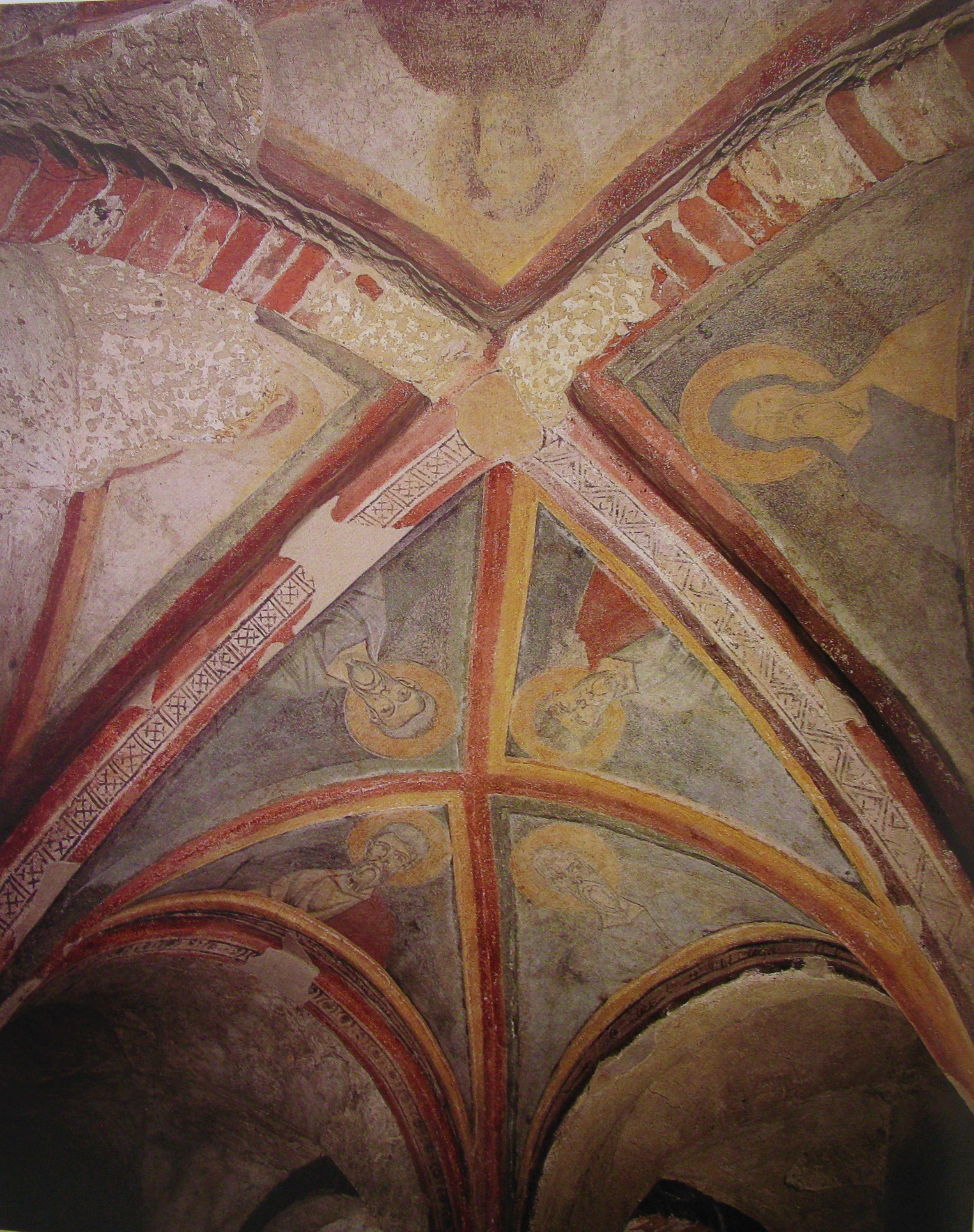
Affreschi della cripta (XII sec.)

Verosimilmente, la chiesa, di culto ariano, fu fondata nel VI secolo in età ostrogota. L'edificio fu fatto rimodellare da re Rotari nel VII secolo ed è menzionato nell'Historia Langobardorum di Paolo Diacono.
Nel 658 la chiesa passò dal culto ariano a quello cattolico e, contemporaneamente, il suo clero aderì al cattolicesimo, tanto che il vescovo ariano di Pavia, Anastasio, divenne il presule cattolico della città. Il perimetro absidiale della cripta risale al VII secolo, mentre il resto della struttura venne aggiunto nell'XI secolo, quando la soprastante chiesa fu ricostruita e dotata di tre navate. La chiesa subì poi ampie manomissioni nel 1512 e nel corso del XVII secolo, per poi essere nuovamente distrutta e rifatta nel 1741. Nel corso di questi lavori (che non interessarono la cripta), furono eliminate le tre navate medievali e l'edificio fu ridotto ad aula unica. Nel 1805 la chiesa fu soppressa e venne acquistata dal vicino ospedale San Matteo che la utilizzò, almeno fino al 1876, come padiglione per i pazienti affetti da malattie infettive. Nel 1923 se ne decise il definitivo abbattimento nel quadro di un "riordino" urbanistico della zona, da cui sarebbe sortiti l'attuale piazza Leonardo da Vinci e l'isolamento suggestivo quanto antistorico delle torri. Durante i restauri del 1968 furono rinvenute a est dell'abside della cripta alcune tombe alla cappuccina altomedioevali. La cripta, sebbene rimaneggiata in epoca romanica, conserva ancora alcuni capitelli di età longobarda che mostrano un allontanamento dall'arte classica attraverso forme originali ispirate all'oreficeria. Si è pensato che essi fossero originariamente ricoperti da paste vitree o grosse pietre colorate, che avrebbero dato un aspetto più maestoso ed aggraziato all'insieme; uno è diviso in campi chiusi triangolari, che ricorda le coeve fibule alveolate, mentre un secondo presenta ovali longitudinali, assimilati a grandi foglie d'acqua, che sembrano derivare dalle fibule "a cicala" usate in tutta l'oreficeria barbarica e derivate da modelli orientali. La cripta è a cinque navate divise da quattro file di colonne, mentre le volte sono a crociera. Le volte conservano affreschi, di gusto bizantino, raffiguranti busti di santi risalenti alla seconda metà del XII secolo.
La cripta è affidata ai Musei Civici e per potervi accedere è necessario prenotare la visita attraverso i Musei Civici.

## Curiosità
Nel 2018 nella cripta sono state girate alcune scene del film Aquile randagie di Gianni Aureli, uscito nel 2019.